# The Beguiled (2017)
The Beguiled is een Amerikaans drama uit 2017 dat geschreven en geregisseerd werd door Sofia Coppola. De film is gebaseerd op de roman A Painted Devil van auteur Thomas P. Cullinan en een remake van The Beguiled (1971). De hoofdrollen worden vertolkt door Colin Farrell, Nicole Kidman, Kirsten Dunst en Elle Fanning.

## Verhaal
Tijdens de Amerikaanse Burgeroorlog belandt John McBurney, een gewonde soldaat van de Unie, in een meisjesinternaat van de Confederatie. Terwijl hij herstelt van zijn wonden vallen de eenzame meisjes en vrouwen langzaam voor hem terwijl hij ze probeert in te palmen, maar zijn geluk raakt op wanneer ze zich na verloop van tijd tegen hem beginnen te keren.

## Rolverdeling
| Acteur         | Personage             |
| -------------- | --------------------- |
| Colin Farrell  | John Patrick McBurney |
| Nicole Kidman  | Martha Farnsworth     |
| Kirsten Dunst  | Edwina Morrow         |
| Elle Fanning   | Alicia                |
| Angourie Rice  | Jane                  |
| Oona Laurence  | Amelia "Amy" Dabney   |
| Emma Howard    | Emily                 |
| Addison Riecke | Marie                 |
| Wayne Pére     | Captain               |

## Productie
In 1966 werd de Southern Gothic-roman A Painted Devil van auteur Thomas P. Cullinan gepubliceerd. Het boek werd enkele jaren later verfilmd door Don Siegel en met Clint Eastwood in de rol van hoofdpersonage John McBurney. In maart 2016 raakte bekend dat Sofia Coppola een remake van The Beguiled zou regisseren. Coppola baseerde haar script op zowel de roman van Cullinan als Siegels verfilming uit 1971, met als verschil dat het verhaal in haar versie vanuit het standpunt van de vrouw verteld wordt.
Nicole Kidman, Elle Fanning en Kirsten Dunst werden gecast als hoofdrolspeelsters. Dunst en Coppola hadden eerder al samengewerkt aan The Virgin Suicides (1999) en Marie Antoinette (2006). Voor het mannelijk hoofdpersonage gingen de producenten op zoek naar een type als Chris Pratt. De rol ging uiteindelijk naar Colin Farrell. In oktober 2016 werden ook Angourie Rice en Oona Laurence aan de cast toegevoegd. De opnames gingen op 31 oktober 2016 van start en eindigden op 7 december 2016. Op 24 mei 2017 ging de film in première op het filmfestival van Cannes.